# Latinska unija
Latinska unija je međunarodna organizacija sastavljena od zemalja u kojima se govore romanski jezici (francuski, španjolski, talijanski, portugalski, rumunjski i katalonski). Zadatak joj je promovirati i širiti zajedničko naslijeđe latinske kulture.
Unija je osnovana 1954. godine u Madridu. Kao institucija je formalno priznata 1983.
Od tada, broj članova je porastao s 12 na 35 zemalja.

## Kriteriji za članstvo

### Lingvistički
- službeni jezik

mora biti u romanskoj obitelji
- jezik obrazovanja mora biti u romanskoj obitelji
- jezik medija mora biti u romanskoj obitelji

### Lingvističko - kulturalni
- razvijena književnost na nekom romanskom jeziku
- tisak i publikacije na nekom romanskom jeziku
- televizijske stanice sa znatnim brojem programa na nekom romanskom jeziku
- široki domet radio stanica kojima se program emitira na nekom romanskom jeziku

### Kulturalni
- direktno ili indirektno rimsko nasljeđe koje država pokušava održati putem nastave latinskog jezika
- obrazovanje na stranom romanskom jeziku

### Odnosi s drugim latinskim državama
- društvena organizacija, osobito na polju sudstva, planirana i bazirana na poštovanju osnovnih sloboda i principa ljudskih prava i demokracije, tolerancije i vjerske slobode

## Države članice

### Španjolski
- Argentina*
- Bolivija
- Čile
- Kolumbija
- Kostarika
- Kuba
- Dominikanska Republika
- Ekvador
- Salvador
- Španjolska
- Filipini
- Gvatemala
- Ekvatorska Gvineja
- Honduras
- Meksiko
- Nikaragva
- Panama
- Paragvaj
- Peru
- Urugvaj
- Venezuela

### Francuski
- Bjelokosna Obala
- Francuska
- Haiti
- Monako
- Senegal

### Talijanski
- Italija
- Vatikan*
- San Marino

### Portugalski
- Angola
- Brazil
- Gvineja Bisau
- Istočni Timor
- Mozambik
- Portugal
- Sveti Toma i Princip
- Zelenortski otoci

### Rumunjski
- Moldavija
- Rumunjska

### Katalonski
- Andora

Glavni jezici: španjolski, francuski, portugalski, talijanski

## Vanjske poveznice
- Službena stranica  Arhivirana inačica izvorne stranice od 16. srpnja 2007. (Wayback Machine)